# リッキー・フジ
リッキー・フジ（Ricky Fuji、1965年9月27日 - ）は、日本の男性プロレスラー。本名：森村 方則（もりむら まさのり）。千葉県千葉市出身。YouTuber。血液型A型。2AW所属。

## 来歴
木更津中央高校時代まで野球部に所属。元中日ドラゴンズ監督の与田剛は、野球部の同級生である。
1984年、新日本プロレスの練習生であったが、デビュー前に退団。新日本プロレス時代に世話になった高野俊二の伝手でミスター・ヒトを紹介され、スチュ・ハートのレスラー育成所で知られるカルガリーに渡り修行し直す。1988年6月28日、カナダ・ブリティッシュコロンビア州カムループスにおいて、ロース・ハート戦でデビュー。以後、二度にわたる重傷でレスラー生活の危機に見舞われたが、そのたびに復活を遂げる根性を見せ（ミスター・ヒトにはずいぶん励まされたという）、「タイガーマスク」や「ブラック・トムキャット」といった覆面レスラーとしてカナダのインディペンデント団体を転々とした。
1990年、帰国してFMWに参戦。日本デビュー戦は5月12日十和田市民体育館でのシューターII戦で、2分40秒チキンウィングフェイスロックで勝利。当初は栗栖正伸やミスター・ポーゴのタッグパートナーとしての参戦だったが、程なく仲間割れを起こしてFMW正規軍に転じる。大仁田厚、ターザン後藤、サンボ浅子とともにFMW四天王の一人として、プエルトリコ軍団やシーク軍団と抗争を繰り広げた。Jr戦線ではFMW参戦から1年でジミー・バックランドに逆さ押さえ込みで勝利しAWA世界ライトヘビー級王者となった。マーク・スターを相手に初防衛に成功したが、スターとのリマッチに敗れ長期政権とはならなかった。1991年第1回世界最強総合格闘技タッグリーグ戦に浅子とのタッグで参戦し3位と健闘したが、1992年の世界最強ストリートファイトタッグリーグ戦にはエントリーされなかった。
1993年1月、FMW正規軍vsシーク軍団の4vs4イリミネーション戦での大将戦ターザン後藤vsビッグ・タイトン戦の試合途中に、タイトンに呼ばれ乱入。後藤へ裏切りのイス攻撃で正規軍に反旗を翻し、タイトン、ザ・グラジェーター、ドクター・ルーサー、ドクター・ハニバルらとともに『チーム・カナダ』を結成。得意の話術を生かしプレイング・マネージャーとしてFMWマットを荒らし回った。タイガー・ジェット・シン親子やポーゴ松永同盟と共闘するなどし、FMWを制圧する勢いだった。浅子とのシングル戦や、グレート・パンクとのキャプテンフォールFMW追放マッチに勝利するなど実績も重ねた。Jrの活性化のためWARやみちのくプロレスなど他団体にも積極的に参戦し、第1回スーパーJカップでは1回戦でネグロ・カサスを相手に得意技のタイガードライバーで勝利、2回戦で獣神サンダー・ライガーと対戦したが敗れた。チーム・カナダはザ・グラジェーターの離脱からジャッジ・ドレッドを補強するなどしたが勢力を落とした。しかし、孤軍奮闘になってもザ・グレート・サスケとのインディーJr王者決定戦でベルトを奪還するなどリーダーとして最後まで貫き通した。
1995年2月、後藤、大矢剛功と鬼神組を結成。FMW正規軍やW★ING同盟を相手に連戦連勝で圧倒的な強さを見せた。5月川崎球場大会で大矢とのタッグでポーゴ&金村組からタッグ王者を奪取。
同年新生FMWでは、大矢、ポーゴ、ザ・グラジェーター、ホーレス・ボウダーとリーサル・ウェポンを結成し、新生FMWを苦しめた。タッグ王者としての初防衛戦は8月に藤原組へ乗り込み藤原喜明＆船木勝一組を相手に防衛。翌9月FMW札幌大会で藤原＆池田大輔組に敗れ2度目の防衛とはならなかったがタッグ戦線を盛り上げた。超電戦士バトレンジャーZ、南条隼人、中川浩二との対戦でJr戦線の活性化も行った。特に中川とはJrの枠を越え金網デスマッチも行い勝利を収めている。ノースアメリカンミッドヘビー級王座を保持しており、みちのくプロレスでMEN'Sテイオーと防衛戦を行い勝利している。TAKAみちのく、船木勝一とはチーム夢FUCKなるユニットを結成しJr戦線を中心に活動した。リーサル・ウェポンは結成当初はFMWを制圧する勢いだったが、ポーゴの離脱、ザ・グラジェーターの怪我など軍団の勢力が落ちた後に空中分解。グラジェーター＆ボウダー＆大矢が米版FMWに合流し一人となったが、ハヤブサの呼びかけもありFMW正規軍に参加。
FMW内での経歴は、正規軍→チーム・カナダ→鬼神組→リーサル・ウェポン→正規軍。1996年5月には、自身が影響を受けたロックンロール・エクスプレス（リッキー・モートン&ロバート・ギブソン）ともトリオを組んだ。
FMW崩壊後は飲食店の従業員となる傍ら、WMFやWJプロレス、みちのくプロレス、静岡プロレス、ターザン後藤一派、北都プロレス、頑固プロレス、ガッツワールドプロレスリング、新潟プロレスなどインディー団体に幅広く参戦し、自主興行も開催。WMFではGOEMON、大矢、ソルジャー、助清とDCブランドを結成し、WMF正規軍を苦しめた。
アメリカンプロレスを基本スタイルとし、入場時のエア・ギターや、リング上での尻出し（ディック・マードック、リック・フレアーが得意とするアメリカンプロレスの伝統芸）などの、独特のアピールを持つ。一部の熱狂的ファンから「ロックンロール」コールを受けるのも定番。
サマーソニック2006のエア・ギター選手権に出場。
典型的なアメプロスタイルな外見とは裏腹にレスラーになってしばらくまで格闘技志向も強かった。またゲーリー・オブライトや、中学生だった菊田早苗にプロレスの”仕組み”を教えたのもリッキーである。
2006年に覆面MANIAにて「カルガリー・タイガー」のキャラクターを復活。
2012年1月3日付けで、KAIENTAI DOJO（2019年より2AW）所属となった。
2022年9月、脳梗塞を発症したことが発表された。命に別状はないが左半身が麻痺しており、リハビリ治療に入った。のち11月29日に退院、翌2023年1月2日の2AWスクエア大会で復帰した。

## 得意技
カミカゼ
ファイヤーマンズキャリーで肩に担ぎ上げた後、「カミカゼ、ベイベー」とコールした後助走をつけて対角線を走り込み前方回転して相手を背中からマットに叩きつけるリッキーの代名詞的な技。
ゴーストバスター
鬼神組、リーサル・ウェポンの時に使用していたフィニッシュホールド。
ローリング・ストーン
旋回式垂直落下ブレーンバスター。FMW正規軍に復帰してから使用。
ハードロック
相手の両足をリバース・インディアン・デスロックで極めた状態でフェイスロックに捕らえる、変形のSTF。
9999
クロスアームDDT。"フォー・ナイン"と読む。
マキシマム・オーバードライブ
リッキーの用いるリバース・パイルドライバーを指す。
ジャーマン・スープレックス
ここぞという場面で使用するフィニッシュホールド。
タイガー・ドライバー
主にチーム・カナダ時代に使用しているフィニッシュホールド。
ディスカスパンチ
ケリー・フォン・エリックのフェイバリット・ムーブと同形。
ダイビング・ヘッドバット
FMW正規軍時代から使用しているフィニッシュホールド。
雪崩式サイドスープレックス
チーム・カナダ時代に対W★ING同盟用で使用していたフィニッシュホールド。
フライング・ボディアタック
流れを変える中盤の得意技。
フライング・ニールキック
劣勢から一気に流れを変える技。
フルネンソン・スープレックス・ホールド
チーム・カナダ時代に数回使用している。
シャープシューター
長期に渡り使用している。
ランニングスリー
フランケンシュタイナー
隠れた必殺技。

## タイトル歴
KAIENTAI DOJO
- STRONGEST-K TAG王座 : 1回（w / 柏大五郎）
- 千葉6人タッグ王座 : 1回（w / 火野裕士、バンビ）
- WEWハードコアタッグ王座 : 1回（w / NASUバンデラス）

FMW
- AWA世界ライトヘビー級王座 : 1回
- インディペンデントワールド世界ジュニアヘビー級王座 : 2回
- ノースアメリカンミッドヘビー級王座 : 1回
- 世界ブラスナックルタッグ王座 : 1回（w / 大矢剛功）
- WEW6人タッグ王座 : 2回（w / フライングキッド市原、チョコボール向井。大矢剛功、フライングキッド市原）

プロレスリングFTO
- FTO認定ローカルインディー無差別級王座 : 1回

DDTプロレスリング
- 大中華統一中原タッグ王座 : 1回（w / ザ・グレート・サスケ）

GJPプロレスリング
- GJPタッグ王座 : 1回（w / 保坂秀樹）

ファイト・オブ・ザ・リング
- ラテンアメリカ王座 : 1回

CIWF
- CIWFジュニアヘビー級王座

WUW
- WUW世界タッグ選手権:1回（w / 富豪富豪夢路）

## メディア出演

### 映画
- 平成トンパチ野郎〜男はツラだよ〜（マジカル / グラッソ）（2009年）
- エル・シュリケンvs新昆虫デスキート（デルシネ）（2016年10月15日に京都国際映画祭、2017年4月23日に沖縄国際映画祭、他上映）[8]– シュリケン・ネグロ 役

### テレビドラマ
- リバースエッジ 大川端探偵社 第5話（テレビ東京）（2014年）

### テレビゲーム
- 大仁田厚 FMW（スーパーファミコン）
  - ゲーム中にレスラーとして本人が登場する。
- ファイヤープロレスリング2nd BOUT（PCエンジン）
  - ジャケット写真のモデルとして登場（顔ではなく、胸から下が写っている）。

### バラエティ番組
- モヤモヤさまぁ〜ず2（テレビ東京）
  - 正月放送にて北新宿のマスクショップを訪れた際に店主として偶然出演。その様子はDVDでも確認できる。